# Sandcastle Disco
„Sandcastle Disco” – singiel amerykańskiej piosenkarki Solange Knowles, który jako drugi promuje jej drugi studyjny album Sol-Angel and the Hadley St. Dreams (z 2008 roku).

## Teledysk
Videoklip miał swoją premierę 15 sierpnia 2008 r. w FNMTV. Teledysk wyreżyserowała sama artystka.

## Listy piosenek
UK HMV CD Single (Available only via HMV.com)
1. Sandcastle Disco - UK Radio Edit
2. Sandcastle Disco - Freemasons Club Mix

UK Amazon CD Single (No longer available due to high demand, Amazon now stock HMV version)
1. Sandcastle Disco - UK Radio Edit
2. I Decided (Remix) (featuring Snoop Dogg)

UK Download Bundle
1. Sandcastle Disco - UK Radio Edit

## Notowania
| Notowania z 2008 roku                                  | Pozycja |
| ------------------------------------------------------ | ------- |
| Filipiny - Philippines Singles Chart                   | 20      |
| Stany Zjednoczone - U.S. Billboard Hot Dance Club Play | 8       |